# Santo Stefano (ø)
 For alternative betydninger, se Santo Stefano. (Se også artikler, som begynder med Santo Stefano)
Santo Stefano er en ø i øgruppen Pontinske øer, beliggende i det Tyrrhenske hav mellem Rom og Napoli. Øen er ubeboet, og har et areal på 0,27 km². Det højeste punkt er 84 m.o.h.
På øen befinder der sig et stort fængsel, der blev opført i årene 1794-1795 på ordre fra kong Ferdinando IV af Napoli. Fængslet var et af de første, der blev opført som panoptisk fængsel. Denne bygningstype muliggør, at en enkelt person kan overvåge alle fanger, uden at de selv ved, om de bliver overvåget eller ej. Fængslet var i brug indtil 1965, og siden da har øen ikke været beboet. Det er muligt at besøge øen på guidede ture fra naboøen Ventotene. På disse besøg har man også mulighed for at besøge det nedlagte fængsel og de tilhørende bygninger for fængselspersonalet.
40°47′22″N 13°27′15″Ø / 40.7894°N 13.4542°Ø